# Barbara Scofield
Barbara Scofield (San Francisco, 24 de junio de 1926-31 de enero de 2023) fue una tenista estadounidense de la posguerra. También fue conocida por su nombre de casada, Barbara Scofield-Davidson.
Con el argentino Enrique Morea, ganó el dobles mixtos en Roland Garros en 1950, y fue finalista en el dobles junto a Beryl Bartlett.

## Títulos

### Títulos de dobles
| Fecha | Nombre y sitio del torneo | Superficie | Pareja                | Finalistas | Puntuación |
| 1950  | US Hardcourt Champ's      | Dura       | Patricia Canning Todd |            |            |

### Finalista en dobles
| Fecha | Nombre y sitio del torneo         | Superficie    | Ganadores                               | Pareja          | Puntuación |
| 1946  | Abierto de Cincinnati, Cincinnati | Dura          | Mary Arnold Prentiss Shirley Fríe Irvin | Virginia Kovacs | 6–3, 6–4   |
| 1951  | Roland Garros, París              | Tierra batida | Doris Hart Shirley Fríe Irvin           | Beryl Bartlett  | 10–8, 6–3  |

### Títulos de dobles mixtos
| Fecha | Nombre y sitio del torneo | Superficie    | Pareja        | Finalistas                         | Puntuación |
| 1950  | Roland Garros, París      | Tierra batida | Enrique Morea | Patricia Canning Todd Bill Talbert |            |

## Rendimientos en Grand Slams (parciales)

### Individuales
| Año  | Abierto de Australia | Abierto de Australia | Roland Garros   | Roland Garros   | Wimbledon | Wimbledon | Abierto de Estados Unidos | Abierto de Estados Unidos |
| 1948 | –                    | –                    | 2ª ronda (1/16) | M. A. Prentiss  | –         | –         | –                         | –                         |
| 1950 | –                    | –                    | Final           | P. Canning Todd | –         | –         | –                         | –                         |
| 1961 | –                    | –                    | 1ª ronda (1/64) | J. Lieffrig     | –         | –         | –                         | –                         |